# Geldberg
Geldberg (Pieniężne Wzgórze) – wzgórze we Frankfurcie nad Odrą, w dzielnicy Pagram, nieopodal Rosengarten i drogi krajowej B112. Wysokość wzgórza wynosi 110,6 m.